# Мурзіна
Му́рзіна (рос. Мурзина) — присілок у складі Каргапольського району Курганської області, Росія. Входить до складу Бахаревської сільської ради.
Населення — 158 осіб (2010, 184 у 2002).
Національний склад населення станом на 2002 рік: росіяни — 92 %.